# Пермяков, Вениамин Михайлович
Вениами́н Миха́йлович Пермяко́в (15 января 1924, Усть-Миасское, Уральская область — 21 января 1990, Москва) — участник Великой Отечественной войны, гвардии старший сержант, Герой Советского Союза. После войны работал в Министерстве тяжёлого машиностроения и Министерстве мясомолочной промышленности.

## Биография

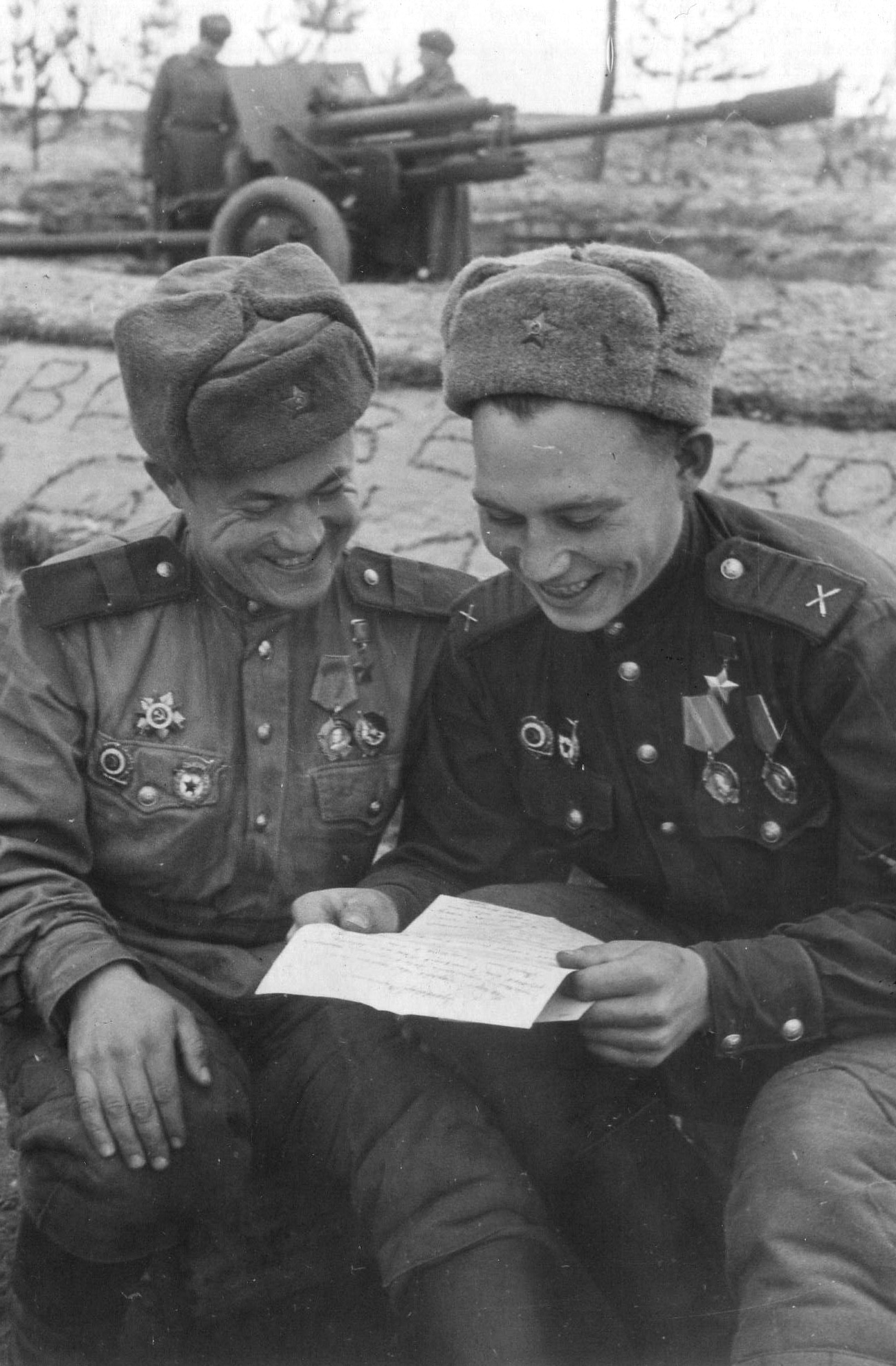
Герой Советского Союза командир орудия 322-го гвардейского Истребительно-Противотанкового Артиллерийского Полка гвардии старший сержант Закир Лутфурахманович Асфандияров и Герой Советского Союза наводчик орудия 322-го гвардейского Истребительно-Противотанкового Артиллерийского Полка гвардии сержант Вениамин Михайлович Пермяков читают письмо.

Вениамин Михайлович Пермяков родился 15 января 1924 года в крестьянской семье в селе Усть-Миасском Усть-Миасского сельсовета Каргапольского района Шадринского округа Уральской области РСФСР, ныне село входит в Каргапольский муниципальный округ Курганской области. Русский.
В 1939 году окончил школу-семилетку и поступил на курсы трактористов при Каргапольской МТС. Здесь вступил в комсомол. По окончании курсов стал работать на МТС сначала трактористом, а затем бригадиром.
Призван в ряды Рабоче-крестьянской Красной Армии в августе 1942 года. На фронтах Великой Отечественной войны с июля 1943 года. Наводчик орудия 322-го гвардейского истребительно-противотанкового артиллерийского полка 8-й гвардейской отдельной истребительно-противотанковой артиллерийской бригады 40-й армии
Принимал участие в сражениях на Курской дуге. В первом бою сжёг три немецких танка, был ранен, но поле боя не покинул. За смелость и стойкость в бою, меткость при поражении танков сержант Пермяков был награждён орденом Ленина № 15411. В указе Президиума Верховного Совета СССР от 21 сентября 1943 года говорится: «За умелое и мужественное руководство боевыми операциями и образцовое выполнение боевых заданий командования и проявленные при этом доблесть и мужество».
В. М. Пермяков особо отличился в боях за освобождение Украины в январе 1944 года. 25 января 1944 года в районе сёл Ивахны и Цибулев Монастырищенского района (ныне Черкасской области) расчёт гвардии старшего сержанта Закира Лутфурахмановича Асфандиярова, наводчиком в котором был сержант Пермяков, в числе первых встретил атаку вражеских танков и бронетранспортёров. Пермяков точным огнём уничтожил 8 танков, из которых четыре танка типа «тигр». Когда к позициям артиллеристов приблизился вражеский десант, вступил в рукопашную схватку. Был ранен, но не покинул поле боя. Отбив атаку автоматчиков, вернулся к орудию. Когда орудие Пермякова вышло из строя, гвардейцы перешли на орудие соседнего подразделения и уничтожили ещё два танка типа «тигр» и до 60-ти гитлеровских солдат и офицеров. Во время налёта вражеских бомбардировщиков орудие было разбито, а Пермякова, тяжело раненного и контуженного, отправили в госпиталь. Всего за этот бой расчёт гвардии старшего сержанта Асфандиярова уничтожил десять танков противника, из них шесть типа «тигр» и свыше 150-ти солдат и офицеров противника.
С 1944 года член ВКП(б), c 1952 года — КПСС.
Указом Президиума Верховного Совета СССР от 1 июля 1944 года гвардии сержанту Пермякову Вениамину Михайловичу присвоено звание Героя Советского Союза с вручением ордена Ленина и медали «Золотая Звезда» под номером 2385.
После госпиталя Пермяков вернулся в свою часть. Участвовал в боях на подступах к немецкой столице, брал Берлин, участвовал в освобождении Праги. В. М. Пермяков на параде Победы в Москве 24 июня 1945 года в группе знаменосцев 1-го Украинского фронта нёс боевое знамя 8-й гвардейской истребительно-танковой артиллерийской бригады.
После войны был демобилизован. В 1957 году окончил Московский планово-экономический техникум. Работал начальником сектора местной промышленности в Московском областном Совете, затем начальником производственного отдела Рембытпромсовета. В семидесятые годы работал в Министерстве тяжелого машиностроения, затем в Министерстве мясомолочной промышленности.
Вениамин Михайлович Пермяков умер в Москве 21 января 1990 года. Похоронен с воинскими почестями 28 января 1990 года на родине, на кладбище села Усть-Миасского Усть-Миасского сельсовета Каргапольского района Курганской области, ныне село входит в Каргапольский муниципальный округ той же области.

## Награды
- Герой Советского Союза, 1 июля 1944 года[2]
  - Орден Ленина
  - Медаль «Золотая Звезда» № 2385
- Орден Ленина № 15411, 21 сентября 1943 года[3]
- Орден Отечественной войны I степени, 6 апреля 1985 года
- Медаль «В ознаменование 100-летия со дня рождения Владимира Ильича Ленина», 1970 год
- Медаль «За взятие Берлина»
- Почётный гражданин села Ивахны Монастырищенского района Черкасской области, 11 апреля 1975 года.

## Память
- Муниципальное казенное общеобразовательное учреждение «Усть-Миасская основная общеобразовательная школа имени Героя Советского Союза В.М. Пермякова», село Усть-Миасское Каргапольского района Курганской области, здесь учился Герой.
- Мемориальная доска на доме, где родился Герой, село Усть-Миасское.
- Мемориальная доска на школе, где учился Герой, село Усть-Миасское.
- Мемориальная доска на доме, где жил Герой, Москва, Рязанский проспект, дом 49[4].
- Мемориальная доска на Аллее Героев, г. Корсунь-Шевченковский, Черкасская область, Украина.
- Мемориальная доска на памятнике погибшим в Великой Отечественной войне, село Усть-Миасское.

## Семья
Дочь Шихалева Лидия Вениаминовна.